# Гомонационализм
Гомонационализм — термин, описывающий соединение идеологии национализма с ЛГБТ-сообществом или правами ЛГБТ. Термин был предложен исследовательницей гендера Джасбир Пуар в 2007 году. Для Пуар гомонационализм — процесс сближения позиции власти и требований ЛГБТ в целях оправдания расизма и ксенофобии, и в первую очередь исламофобии, основывающийся на стереотипе об универсальной гомофобии мигрантов и абсолютном эгалитаризме западного общества. Тем самым, права ЛГБТ используются в целях поддержки антииммиграционной риторики, популярной среди ультраправых партий.
Критика гомонационализма подчёркивает избирательный характер использования ЛГБТ-движения в целях продвижения нетерпимости, игнорирование гомофобии и отсутствие равенства в Западном обществе. Идея равенства как правило выражается в возможности регистрации брака между лицами одного пола, ассимилирующей ЛГБТ в рамках гетеронормативного общества, подчеркивающей идею превосходства Запада и подогревающей подозрительность по отношению к людям из стран, в которых отсутствует юридическое признание однополых союзов или криминализована гомосексуальность, и связывающей это с исламом.
Профессор Брюно Перро критиковал позицию Пуар: соглашаясь с её критикой националистических заявлений некоторых ЛГБТ-групп, он показал, что Пуар идеализирует «сексуально-ненормативных расовых субъектов». По мнению Перро, «деконструкция норм не может быть отделена от их воспроизводства».